# Sport-Illustrierte
Die Sport-Illustrierte (Eigenschreibweise: sport-Illustrierte) war eine bundesdeutsche Sportzeitschrift. Sie erschien unter diesem Namen von 1949 bis 1973 und von 1978 bis 1989 in verschiedenen Verlagen und war eines der meistgelesenen Sportmagazine der Bundesrepublik.

## Geschichte
Die Sport-Illustrierte stand in der Tradition der Deutschen Sport-Illustrierten, die zwischen 1933 und 1943 im Stuttgarter Walcker Verlag erschien. Die erste Ausgabe unter dem Namen „Sport-Illustrierte“ kam nach Ende des Zweiten Weltkriegs im Januar 1949 auf den Markt und wurde als „große[s] Monats-Magazin für Sport und Motor“ beworben. Hinter dem Heft stand eine anfangs dreiköpfige Redaktion um Herausgeber und Chefredakteur Ernst Hornickel, es erschien zu einem Preis von einer Deutschen Mark. Für eine kurze Zeit (Oktober 1950 bis März 1951) kehrte das Blatt zum Titel „Deutsche Sport-Illustrierte“ zurück und erschien wöchentlich. Hornickel blieb bis 1963 Herausgeber und Chefredakteur, ihm folgte nach einer kurzen Übergangszeit Karl-Heinz Huba, unter dem die Sport-Illustrierte in einen zweiwöchentlichen Erscheinungsrhythmus wechselte.
Anfang der 1970er Jahre stand das Magazin mit einer verkauften Auflage von 80.000 Exemplaren kurz vor der Pleite. Nachdem es zuvor bereits mehrmals den Verlag gewechselt hatte, sicherte sich nun Burda die Rechte – in der Erwartung eines Sportbooms angesichts der Olympischen Sommerspiele in München und der Fußball-WM in der Bundesrepublik. Herausgeber wurde der Showmaster Wim Thoelke. Die Redaktion wuchs in dieser Zeit auf 28 Mitarbeiter, die Zeitschrift erschien wöchentlich. Trotz einer auf 165.000 Exemplare gesteigerten Auflage – womit sie nach dem Kicker den zweiten Platz in dieser Sparte belegte – blieb sie unwirtschaftlich, Burda stellte das regelmäßige Erscheinen der Sport-Illustrierten im Oktober 1973 ein und begründete dies in der letzten Ausgabe mit den „explosionsartigen Kostensteigerungen im Papier- und Druckbereich“.
Von 1978 an erschien im Kölner Stoof-Verlag unter gleichem Namen eine Nachfolgepublikation, die sich 1989 mit der Sports international zur Zeitschrift „Sports“ vereinigte. „Sports“ erschien bis zur Einstellung 1999 im Hamburger Verlag Gruner + Jahr.

## Redaktion
Zur Redaktion der 1960er und 1970er Jahre zählten unter anderem Horst Vetten und Wolfgang Wünsche, die später für Die Zeit schrieben, Helmer Boelsen und der Motorsportjournalist Olaf von Fersen. Ab Ende der 1960er Jahre bis zu seinem Unfalltod 1972 war Max Mühlberger Fotoreporter des Magazins. In der Zeit von 1949 bis 1973 nahmen folgende Männer den Posten des Chefredakteurs ein:
- Ernst Hornickel (1949–1963)

- Günter Wölbert (1963)

- Karl-Heinz Huba (1963–1969)

- Eberhard Garbe (1969–1971)

- Jo Viellvoye (1970–1973)

- Wilhelm Hellmuth (1973)

## Inhalte und Kritik
Der Schwerpunkt der Sport-Illustrierten lag nicht in der Berichterstattung von Veranstaltungen, sondern wurde vom ersten Chefredakteur und Herausgeber Ernst Hornickel wie folgt dargestellt: „Unser Sektor innerhalb der vielseitigen Aufgabenbereiche der deutschen Sportpresse soll es sein, hervorragende Sportsleute uns als M e n s c h e n [sic] näherzubringen, ihre internationalen Erfolgsmöglichkeiten zu beurteilen, ihre Methoden zu erfahren, ihre Meinung zu aktuellen Problemen kundzutun.“ Aufgrund der Tiefe der Berichte erhielt das Blatt unter anderem Lob von Helmut Schön und Uwe Seeler. Noch 2016 bezeichnete der Sportjournalist Harald Pistorius die Sport-Illustrierte als bekanntesten Titel einer Reihe von „Magazine[n], die über Sport nicht in Form von Ergebnissen und Wettkampfberichten schrieben, sondern sich der Aktualität entzogen, um Hintergründe, Reportagen und Interviews zu liefern.“
Mit der Übernahme durch den Burda-Verlag änderte sich die Ausrichtung der Sport-Illustrierten. Zunehmend schrieben auch sportfremde Journalisten in der Redaktion, wodurch vermehrt sachliche Fehler in Artikeln auftraten. Zudem setzte das Magazin Anfang der 1970er Jahre in einigen Fällen auf die umsatzsteigernde Wirkung von Nacktheit – etwa anhand einer Reportage, die zeigen sollte, ob Schwimmer unbekleidet schnellere Zeiten erzielen –, was zu einem „Wandel des Publikums“ führte und Fachleser abspringen ließ.

## Weblink
- Sport-Illustrierte im Katalog der Deutschen Nationalbibliothek